# Gotthard Daniel Fritzsche
Gotthard Daniel Fritzsche (* 20. Juli 1797 in Liebenwerda; † 26. Oktober 1863 in Lobethal, Adelaide Hills) war ein lutherischer Geistlicher und Mitbegründer der Evangelisch-Lutherischen Kirche Australiens.

## Leben

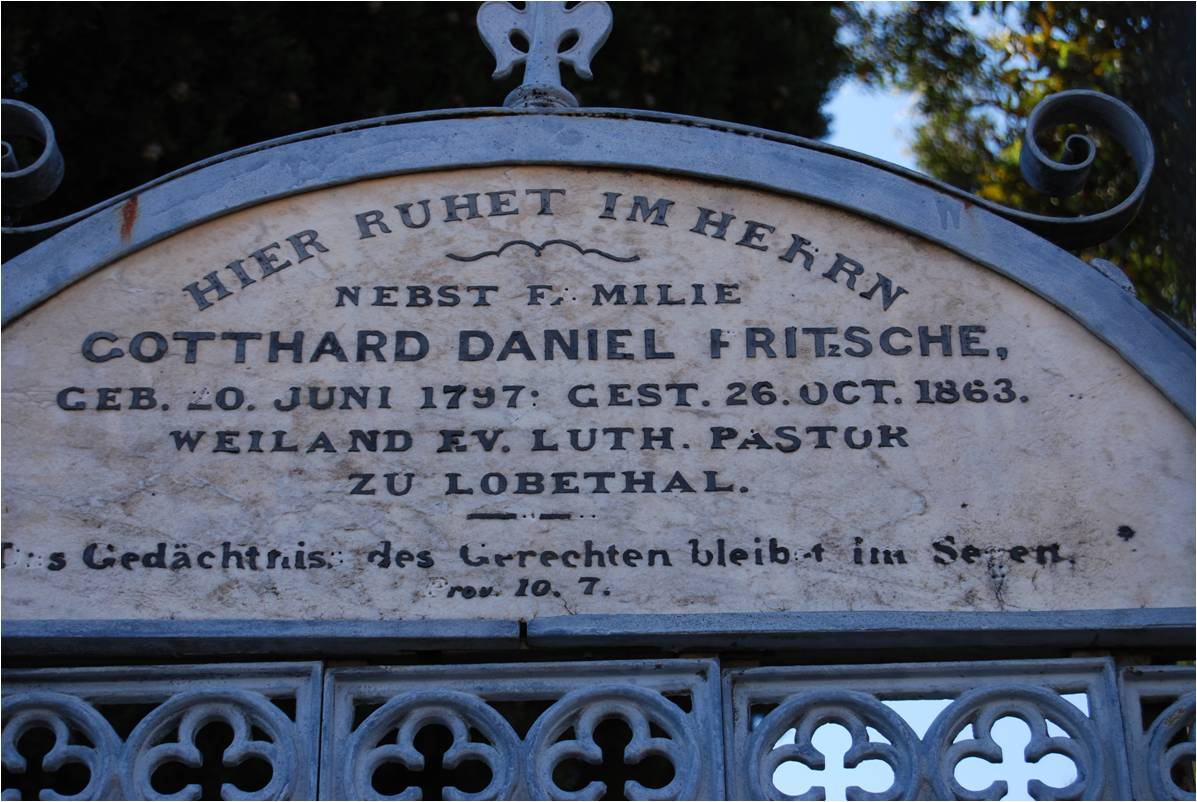
Grab von Gotthard Daniel Fritzsche

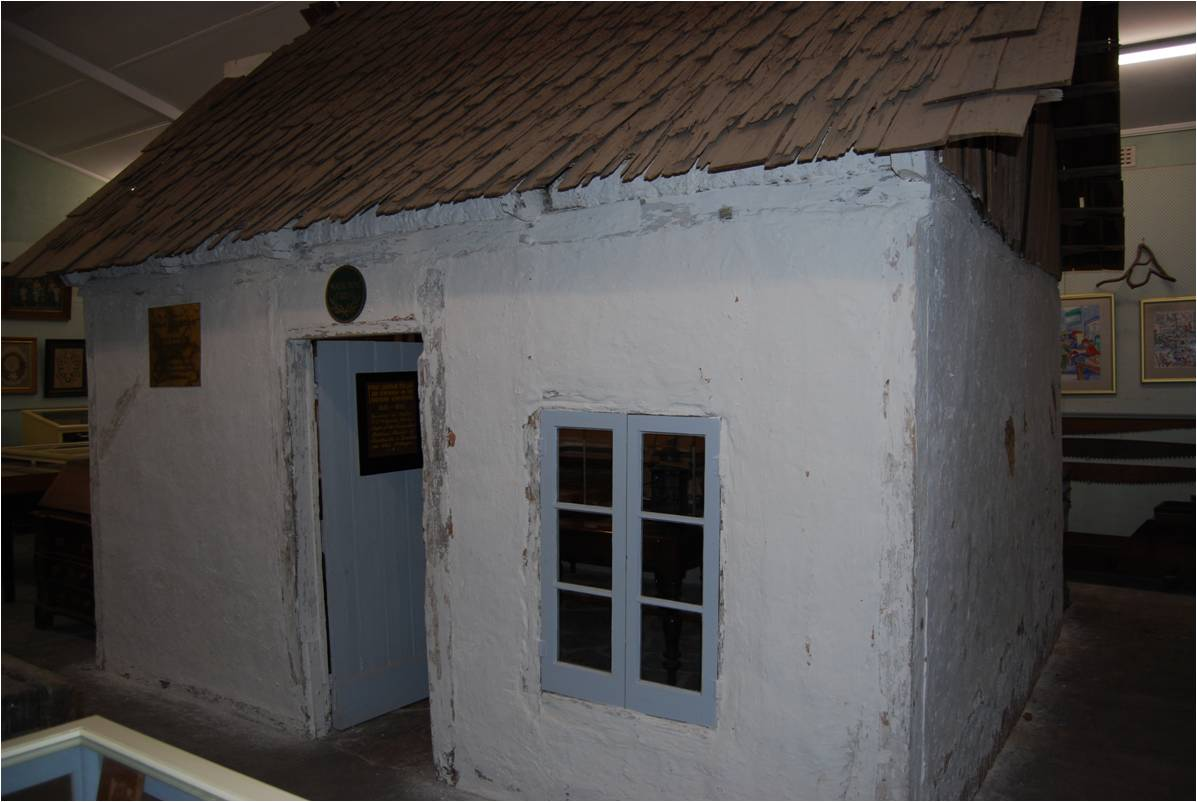
Die alte Seminar-Schule von Pastor Gotthard Fritzsche im Museum von Lobethal

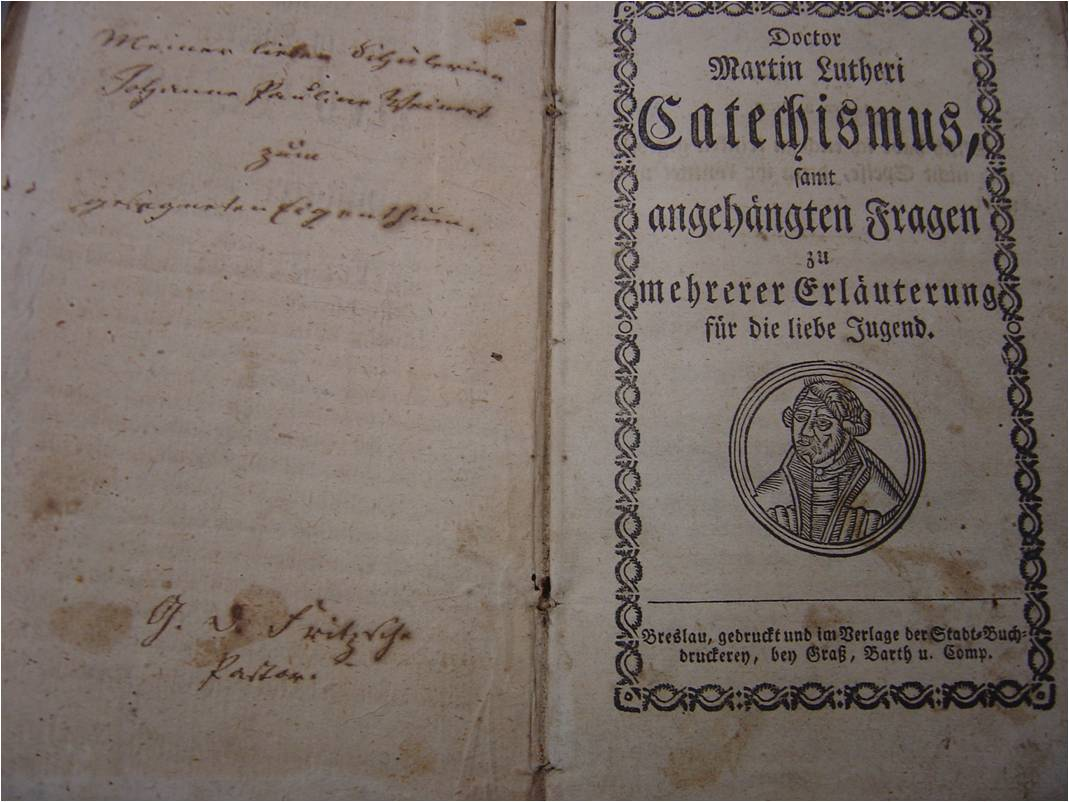
Eine Breßlauer Ausgabe von Martin Luthers Katechismus mit einer Widmung von Fritzsche

Gotthard Daniel Fritzsche wuchs als Sohn eines Stadtmusikanten in Liebenwerda auf. Seine Familie war evangelisch-lutherischen Glaubens. Er besuchte das Kreuz-Gymnasium in Dresden und studierte in Breslau unter Johann Gottfried Scheibel. Nach seinem Studium war Fritzsche als Tutor in Breslau tätig. Sein offenes Auftreten gegen die Einführung der preußischen Union führte zu seinem Ausschluss aus der Landeskirche. Somit wurde Fritzsche aktives Mitglied der damals noch im Untergrund arbeitenden altlutherischen Kirche. Als Handwerksgeselle und Wanderarbeiter getarnt, reiste er von Ort zu Ort, um für die Ziele seiner Kirche zu werben, seelsorgerischen Beistand zu geben, zu taufen und Sterbende zu begleiten. Dabei musste er vorsichtig vorgehen, weil er als Pastor ohne preußische Genehmigung jederzeit verhaftet werden konnte. Nachdem Fritzsches Gesundheit unter diesen Bedingungen immer schlechter wurde, entschied er sich nach Hamburg zu ziehen.
Dort traf Fritzsche auf etwa 247 Mitglieder seiner alt-lutherischen Gemeinde, die noch Geld für die Emigration nach Süd-Australien suchten. Ab 1840 mussten Emigranten der altlutherischen Kirche in Preußen einen reisewilligen Pastor besitzen, um die Ausreise genehmigt zu bekommen. Gotthard Fritzsche hatte nicht vor zu emigrieren, vielmehr hatte er schon eine Einladung Johannes Andreas August Grabaus abgelehnt, in die Vereinigten Staaten von Amerika auszuwandern. Aber Fritzsche wollte den Auswanderern helfen. 1838 hatte sein Freund Kavel von dem Engländer George Fife Angas Geld für die Auswanderung einer Gruppe von über zweihundert Menschen bekommen.
So reiste er nach England, um sich mit George Fife Angas, dem Vertreter der South Australian Company, zu treffen. Fritzsche versuchte, die Kosten für die Ausreise der Auswanderer in Höhe von 1.800 £ aufzutreiben, aber Angas war nicht imstande, ihm diese Summe zu überlassen. Fritzsche kehrte unverrichteter Dinge zurück nach Hamburg. Im Juni erreichte ein Brief von einer Mrs. Richardson aus Newcastle die Gruppe, die 270 £ spendete. Die Hauptsumme von 1.124 £ konnte von einer Frau Nerlich, mit deren Tochter sich Fritzsche in Hamburg verlobte, beschafft werden.

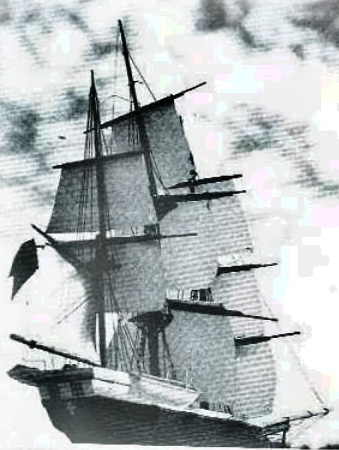
Die Skjold

Am 11. Juli 1841 wanderte die Gruppe von 213 Personen zusammen mit ihrem Pfarrer Fritzsche auf der Skjold nach Australien aus. Es starben 41 der Passagiere an Krankheiten auf dem Schiff. Das Schiff kam am 28. Oktober 1841 im Port Misery bei Adelaide an.
1842 gründete Fritzsche zusammen mit den aus der Gruppe verbleibenden 28 Familien die Orte Lobethal in den Adelaide Hills und Bethanien im Barossa Valley.
Fritzsche bezog in Lobethal sein neues Heim mit seiner Verlobten Johanna Dorothea Nehrlich (* 1807), die er am 12. Februar 1842 heiratete.
Gotthard Daniel Fritzsche war Pastor in Lobethal und den umliegenden Gemeinden. Schnell entwickelten sich gute Beziehungen zu schon länger ansässigen Kolonisten aus Preußen. 1842 versuchte Pastor August Kavel die Siedler der Gemeinden in eine große, konsolidierte Gemeinde zu bringen. Er forderte die Siedler von Klemzig und Hahndorf auf, in die neuere Gemeinde Langmeil zu ziehen. Viele Siedler lehnten diesen Vorschlag ab, und es kam zu Spannungen zwischen diesen Siedlern und Kavel.
Gotthard Fritzsche erkannte bald, dass Pastor Kavel einem millenaristischen Glauben anhing, den er selbst ablehnte.
Bei den Synoden 1844 und 1845 der Lutherischen Kirche Australiens kam es daher zum offenen Streit zwischen Fritzsche und Kavel, wobei es auch um Fragen der Macht der Zivilregierung in der Kirche und um Fragen der Kirchendoktrin ging. Zudem war Fritzsches Frau Anfang 1845 gestorben, was dieser nur mit Mühe verkraften konnte.
Der Streit zwischen Kavel und Fritzsche teilte auch die Gemeinden der Siedler. Deshalb vereinbarte man, dass Pastor Kavel die nördlichen Gebiete, Pastor Fritzsche die südlichen Gebiete besuchen sollte.
Auf der General-Synode der Lutherischen Kirche Australiens in Bethany vom 16.–17. August 1846 kam es dann zur Spaltung der Lutherischen Kirche Australiens:
- Kavel bekam seine eigene Synode, die Evangelisch-Lutherische Synode in Australien
- und Fritzsche übernahm die Führung der Evangelical Church of South Australia.

Fritzsche versuchte mit Hilfe von Schriften und Gegenschriften Kavel zu widerlegen und seine Kirche zu stärken. So zum Beispiel mit der Beleuchtung der in dem gedruckten Synodalausschreiben des Pastors Herrn August Kavel, vom 16. Juni enthaltenen Protestationen, gegen etliche Stellen in den symbolischen Büchern der Evangelisch-Lutherischen Kirche durch Gotthard Daniel Fritzsche, Pastor der Evangelisch-Lutherischen Gemeinen, zu Lobethal und Bethanien. von 1847.
Trotz dieser Trennung konnten die deutschen Siedler in Australien eine wirtschaftlich und kulturell starke Gemeinschaft aufbauen, wobei sich die beiden Kirchen ergänzten.
Gotthard Daniel Fritzsche starb am 22. Oktober 1863 in Lobethal.

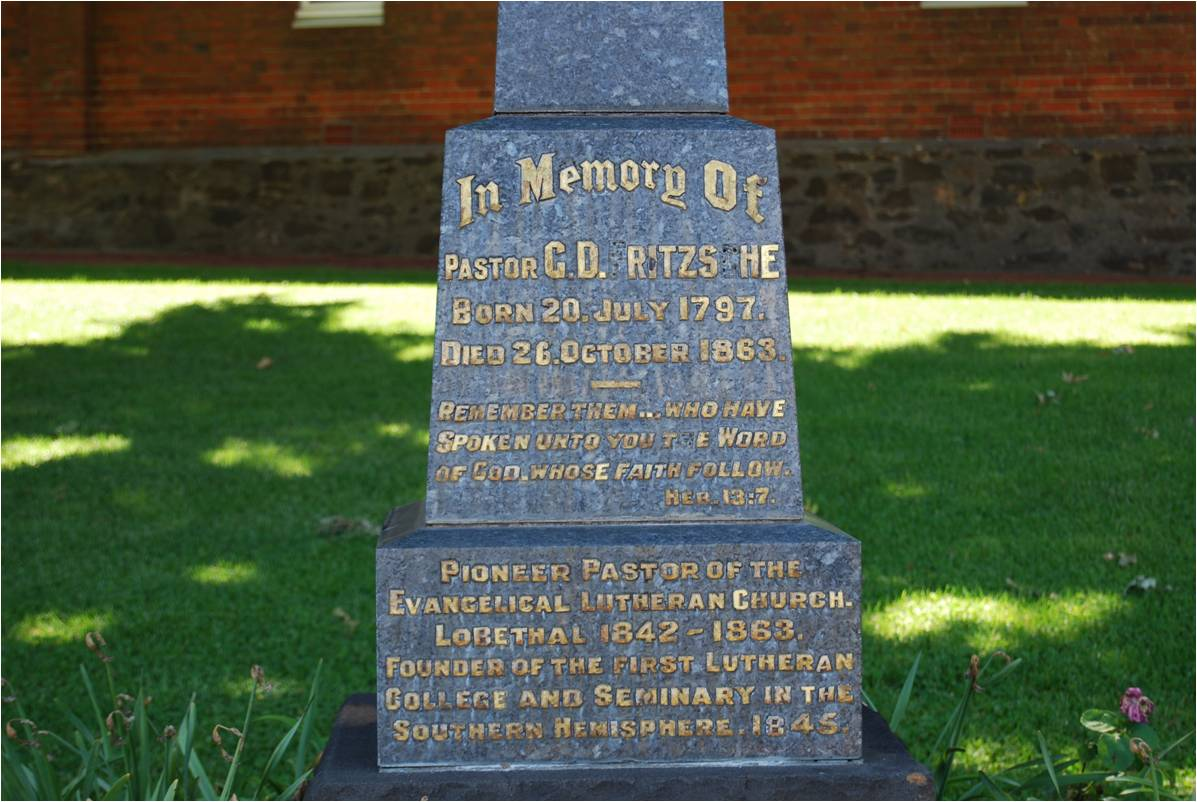
Denkmal zu Ehren Fritzsches in Lobethal

Nach dem Tod seiner englischen Frau heiratete August Ludwig Christian Kavel seine deutsche Haushälterin. Kavel starb 1860 in Langmeil.
Später zerfiel die Lutherische Kirche weiter. Bis 1917 gab es sechs verschiedene Gruppierungen in der Kirche:
- Evangelisch-Lutherische Synode in Australien,
- Evangelisch-Lutherische Immanuel-Synode in Australien,
- Evangelisch-Lutherische Generalsynode von Australien,
- Vereinigte Deutsche und Skandinavische Synode von Queensland,
- Australischer Distrikt der Ohio-Synode,
- Evangelisch-Lutherische Kirche von Australien

1966 fand die Wiedervereinigung der Kirche statt.